# UEFA Conference League
UEFA Conference League (trước đây được biết đến là UEFA Europa Conference League), viết tắt là UECL hoặc đôi khi là UEFA ECL, là một giải đấu bóng đá cấp câu lạc bộ hàng năm do Liên đoàn bóng đá châu Âu (UEFA) tổ chức cho các câu lạc bộ bóng đá châu Âu đủ điều kiện. Đây là giải hạng ba của bóng đá cấp câu lạc bộ châu Âu, sau giải hạng nhì Europa League và giải hạng nhất Champions League.
Được giới thiệu vào năm 2021 với tên gọi UEFA Europa Conference League, giải đấu đóng vai trò là cấp độ thấp hơn của Europa League. Giải đấu chủ yếu được tranh tài bởi các đội từ các hiệp hội thành viên UEFA hạng thấp. Không có đội trực tiếp lọt vào vòng bảng, với 10 đội bị loại ở vòng play-off Europa League và phần còn lại đến từ vòng loại Conference League. Đội vô địch giải đấu được thưởng một suất tham dự Europa League mùa giải sau, trừ khi họ lọt vào Champions League.
Roma là đội vô địch đầu tiên của giải đấu sau khi đánh bại Feyenoord 1–0 ở trận chung kết năm 2022. Chelsea là đương kim vô địch của giải đấu sau khi đánh bại Real Betis 4–1 ở trận chung kết năm 2025.

## Lịch sử

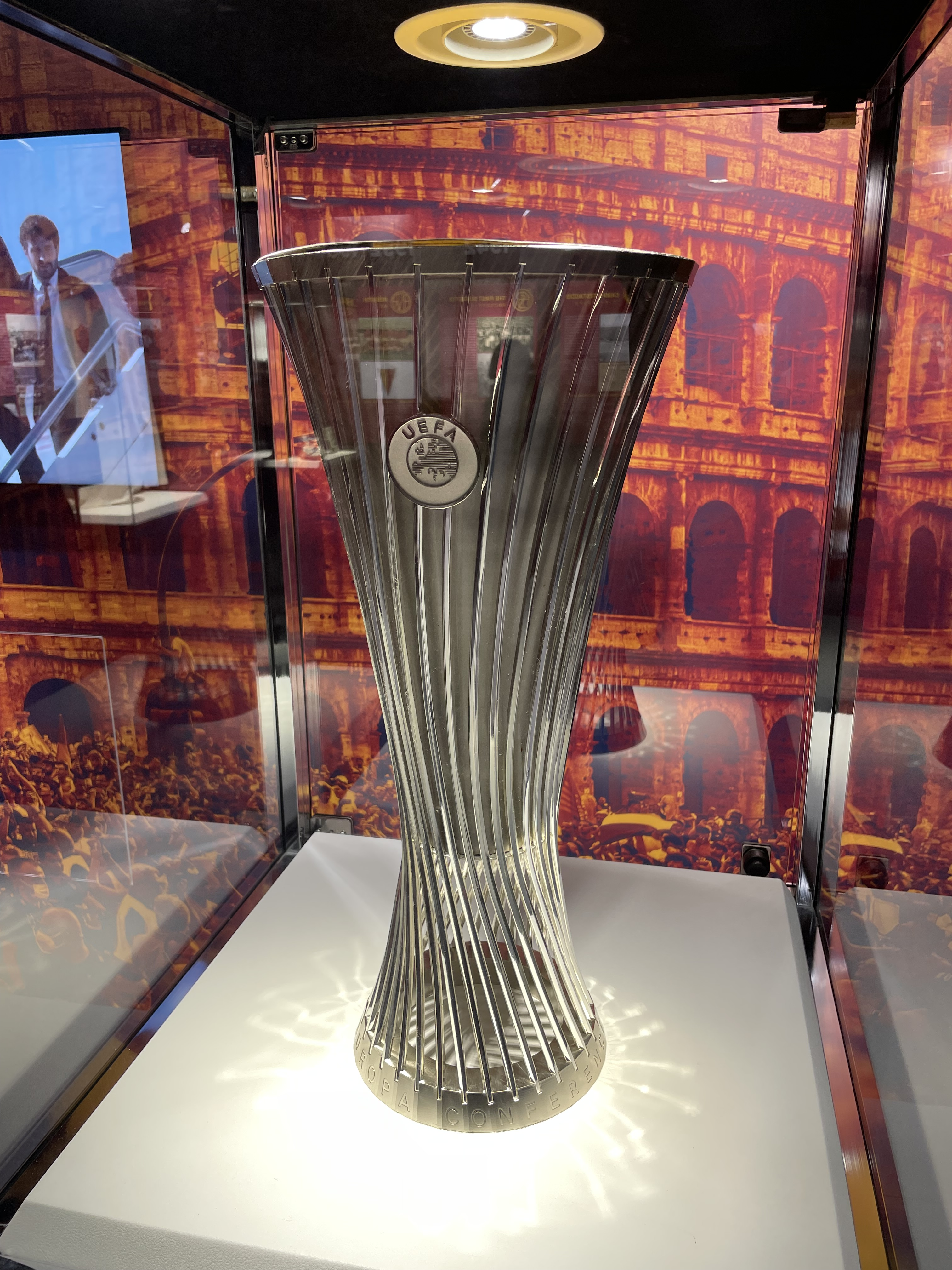
Chiếc cúp UEFA Europa Conference League được trưng bày ở Rome

UEFA đã xem xét thêm một giải đấu hạng ba kể từ năm 2015, với lý do một giải đấu cấp thấp sẽ đóng vai trò là cách giúp các câu lạc bộ của các quốc gia thành viên UEFA xếp hạng thấp có cơ hội thi đấu ở vòng bảng và vòng knockout nhưng thường không được tham gia ở Champions League và Europa League. Vào giữa năm 2018, các cuộc thảo luận được đẩy mạnh, với các nguồn tin tức cho biết một thoả thuận đã đạt được cho cuộc thi được đưa ra và vòng bảng Europa League 48 đội sẽ được chia làm hai, với nửa dưới hình thành hạt nhân của giải đấu mới.
Vào ngày 2 tháng 12 năm 2018, UEFA đã chính thức thông báo rằng giải đấu - tạm gọi là "Europa League 2", viết tắt là "UEL2" - sẽ được tổ chức như một phần của chu kỳ thi đấu ba năm 2021-24, với kì vọng giải đấu mới sẽ mang lại "nhiều trận đấu hơn cho nhiều câu lạc bộ và nhiều liên đoàn bóng đá các quốc gia thành viên hơn".
Ngày 24 tháng 9 năm 2019, cái tên UEFA Europa Conference League chính thức được công bố cho giải đấu này.

## Thể thức

### Vòng loại
Tương tự như UEFA Champions League, vòng loại Europa Conference League sẽ được chia thành hai nhóm (path) - Nhóm Vô địch (Champions Path) và Nhóm Không vô địch (League Path). Tuy nhiên, không giống như Champions League, Nhóm Vô địch sẽ chỉ được tranh tài bởi các đội đã thua các trận đấu vòng loại ở Champions League và bị chuyển trực tiếp xuống Conference League.
Đáng chú ý, không có câu lạc bộ nào dự thẳng vòng bảng từ giải quốc nội. Tất cả 32 suất dự vòng bảng đều dựa hoàn toàn vào kết quả vòng loại và vòng play-off của Conference League và Europa League.
Vòng loại cho League Path dựa trên tiêu chí hệ số UEFA cho các quốc gia thành viên. Theo đó:
- Các quốc gia xếp hạng 1 đến 5 chỉ có một câu lạc bộ tham gia;
- Các quốc gia xếp hạng 6 đến 15 sẽ có hai câu lạc bộ tham gia;
- Các quốc gia xếp hạng 16 đến 50 sẽ có ba câu lạc bộ tham gia;
- Các quốc gia xếp hạng 51 đến 55 sẽ có hai câu lạc bộ tham gia;
- Liechtenstein không có giải đấu trong nước và vì vậy sẽ chỉ có một câu lạc bộ tham gia là đội vô địch Cúp bóng đá Liechtenstein.

Dựa trên sự sắp xếp này, không có nước nào được tăng thêm số câu lạc bộ tham gia thi đấu ở châu lục so với chu kỳ 2018-2021, giải đấu về cơ bản là nửa dưới của Europa League được tách ra thành một giải đấu thứ cấp.
Danh sách đội tham dự theo bảng xếp hạng các giải đấu quốc gia UEFA: 
| Thứ hạng giải đấu quốc gia           |      |           |               |               |               |               |           |           |           |
| Thứ hạng giải đấu quốc gia           | Tổng | Vòng bảng | Vòng loại     | Vòng loại     | Vòng loại     | Vòng loại     | Vòng loại | Vòng loại | Vòng loại |
| Thứ hạng giải đấu quốc gia           | Tổng | Vòng bảng | Không vô địch | Không vô địch | Không vô địch | Không vô địch | Vô địch   | Vô địch   | Vô địch   |
| Thứ hạng giải đấu quốc gia           | Tổng | Vòng bảng | P             | 3             | 2             | 1             | P         | 3         | 2         |
| ------------------------------------ | ---- | --------- | ------------- | ------------- | ------------- | ------------- | --------- | --------- | --------- |
| 1-5                                  | 1    |           | 1             |               |               |               |           |           |           |
| 6-12                                 | 2    |           |               | 1             | 1             |               |           |           |           |
| 13-15                                | 2    |           |               |               | 2             |               |           |           |           |
| 16-28                                | 3    |           |               |               | 3             |               |           |           |           |
| 29                                   | 3    |           |               |               | 2             | 1             |           |           |           |
| 30-51                                | 3    |           |               |               |               | 3             |           |           |           |
| 52-54                                | 2    |           |               |               |               | 2             |           |           |           |
| 55 và Liechtenstein                  | 1    |           |               |               |               | 1             |           |           |           |
| Từ Champions League và Europa League | 38   | 10        | 3             |               |               |               | 5         |           | 20        |
| Tổng                                 | 176  | 10        | 8             | 7             | 54            | 72            | 5         | 0         | 20        |

Chú thíchː
- Pː Vòng play-off
- 3,2,1ː Vòng loại thứ 3, thứ 2, thứ nhất.

### Vòng bảng và vòng loại trực tiếp
Thể thức bao gồm 8 bảng bốn đội, tiếp theo là vòng 16 đội, tứ kết, bán kết và chung kết. Một vòng đấu loại trực tiếp sơ bộ sẽ được tổ chức trước vòng 16 đội giữa các đội xếp thứ hai ở vòng bảng và các đội xếp thứ ba ở vòng bảng Europa League. Giải đấu mới sẽ có 141 trận đấu trong 15 lượt thi đấu.
Đội vô địch giải đấu UECL sẽ được quyền tham gia UEFA Europa League trong mùa giải tiếp theo. Các trận đấu sẽ được thi đấu vào thứ Năm.

### Phân bổ các câu lạc bộ tham gia (Từ mùa giải 2021-22 đến 2023-24)
Sự phân bổ giả định rằng đội vô địch cúp quốc gia có thành tích tại giải đấu quốc gia không đủ để giành suất tham dự cả Champions League và Europa League. Đội giành suất tham dự thông qua vô địch cúp quốc gia sẽ là đội tốt nhất của quốc gia đó ngay sau các đội dự Champions League. Riêng nước Anh có đội hạt giống thấp nhất được thi đấu ở châu Âu thông qua vô địch cúp liên đoàn - EFL Cup.  
|                                    |                                    | Các đội tham gia từ vòng này | Các đội tiến lên từ vòng trước                                                                                     | Các đội được chuyển từ Champions League                                     | Các đội được chuyển từ Europa League                                           |
| ---------------------------------- | ---------------------------------- | --- | --- | --------------------------------------------------------------------------- | ------------------------------------------------------------------------------ |
| Vòng loại đầu tiên (72 đội)        | Vòng loại đầu tiên (72 đội)        | - 26 câu lạc bộ chiến thắng cúp quốc gia từ các nước xếp hạng 30-55 - 24 câu lạc bộ đứng thứ nhì các giải đấu trong nước từ các nước xếp hạng 30-54 (trừ Liechtenstein) - 22 câu lạc bộ đứng thứ ba trong nước từ các nước xếp hạng 29-54 (trừ Liechtenstein) | |                                                                             |                                                                                |
| Vòng loại thứ hai                  | Vô địch (20 đội)                   | | | - 20 câu lạc bộ thua từ vòng sơ loại Champions League và vòng loại đầu tiên |                                                                                |
| Vòng loại thứ hai                  | Không vô địch (90 đội)             | - 14 câu lạc bộ vô địch cúp quốc gia từ các nước xếp hạng 16-29 - 14 câu lạc bộ đứng thứ nhì các giải đấu trong nước từ các nước xếp hạng 16-29 - 16 câu lạc bộ đứng thứ ba các giải đấu trong nước từ các nước xếp hạng 13-28 - 9 câu lạc bộ đứng thứ tư các giải đấu trong nước từ các nước xếp hạng 7-15 - 1 câu lạc bộ đứng thứ năm giải đấu trong nước từ nước xếp hạng 6 | - 36 câu lạc bộ chiến thắng từ vòng loại đầu tiên                                                                  |                                                                             |                                                                                |
| Vòng loại thứ ba                   | Vô địch (10 đội)                   | | - 10 câu lạc bộ chiến thắng từ vòng loại thứ hai cho các nhà vô địch                                               |                                                                             |                                                                                |
| Vòng loại thứ ba                   | Không vô địch (52 đội)             | - 6 câu lạc bộ đứng thứ ba các giải đấu trong nước từ các nước xếp hạng 7-12 - 1 câu lạc bộ đứng thứ tư giải đấu trong nước từ nước xếp hạng 6 | - 45 câu lạc bộ chiến thắng từ vòng loại thứ hai cho những đội không vô địch                                       |                                                                             |                                                                                |
| Vòng play-off                      | Vô địch (10 đội)                   | | - 5 câu lạc bộ chiến thắng từ vòng loại thứ ba cho các nhà vô địch                                                 |                                                                             | - 5 câu lạc bộ thua vòng loại thứ ba Europa League cho nhà vô địch             |
| Vòng play-off                      | Không vô địch (34 đội)             | - 4 câu lạc bộ đứng thứ sáu các giải đấu trong nước từ các nước xếp hạng 1-4 (Riêng nước Anh lựa chọn đội vô địch EFL Cup) - 1 câu lạc bộ đứng thứ năm giải đấu trong nước từ nước xếp hạng 5 | - 26 câu lạc bộ thắng vòng loại thứ ba cho những đội không vô địch                                                 |                                                                             | - 3 câu lạc bộ thua vòng loại thứ ba Europa League cho những đội không vô địch |
| Vòng bảng (32 đội)                 | Vòng bảng (32 đội)                 | | - 5 câu lạc bộ thắng vòng play-off cho nhà vô địch - 17 câu lạc bộ thắng vòng play-off cho những đội không vô địch |                                                                             | - 10 câu lạc bộ thua vòng play-off Europa League                               |
| Vòng loại trực tiếp sơ bộ (16 đội) | Vòng loại trực tiếp sơ bộ (16 đội) | | - 8 đội nhì bảng của vòng bảng                                                                                     |                                                                             | - 8 đội xếp thứ ba của vòng bảng Europa League                                 |
| Vòng loại trực tiếp (16 đội)       | Vòng loại trực tiếp (16 đội)       | | - 8 đội nhất bảng của vòng bảng - 8 đội thắng ở vòng loại trực tiếp sơ bộ                                          |                                                                             |                                                                                |

## Tiền thưởng
Tương tự như UEFA Champions League và UEFA Europa League, số tiền thưởng mà các câu lạc bộ nhận được được chia thành các khoản thanh toán cố định dựa trên sự tham gia và kết quả, và các khoản khác nhau tùy thuộc vào giá trị thị trường TV của họ.
Đối với mùa giải 2022–23 , việc tham dự vòng bảng tại Europa Conference League được trả phí cơ bản là 2,940,000 €. Một chiến thắng trong nhóm được trả 500.000 € và một trận hòa 166.000 €. Ngoài ra, mỗi người chiến thắng trong nhóm kiếm được 650.000 € và mỗi người về nhì là 325.000 €. Việc lọt vào vòng loại trực tiếp sẽ kích hoạt thêm tiền thưởng: 300.000 € cho vòng 32, 600.000 € cho vòng 16, 1.000.000 € cho vòng tứ kết và 2.000.000 € cho trận bán kết. Những người thua cuộc trong trận chung kết nhận được 3.000.000 € và những người vô địch nhận được 5.000.000 €.
- Vòng loại đầu tiên bị loại: 150.000 €
- Vòng loại thứ hai: 350.000 €
- Vòng loại thứ ba: 550.000 €
- Vòng loại trực tiếp: 750.000 €
- Đủ điều kiện vào Vòng bảng: 2.940.000 €
- Trận thắng ở Vòng bảng: 500.000 €
- Trận đấu được rút ra ở Vòng bảng: 166.000 €
- Đầu tiên ở Vòng bảng: 650.000 €
- Đứng thứ 2 ở Vòng bảng: 325.000 €
- Vòng play-off loại trực tiếp: 300.000 euro
- Vòng 16: 600.000 €
- Vòng tứ kết: 1.000.000 €
- Bán kết: 2.000.000 €
- Á quân: 3.000.000 €
- Vô địch: 5.000.000 €

Ngoài ra, mỗi nhà vô địch trong nước không đủ điều kiện cho Vòng bảng của bất kỳ giải đấu nào sẽ nhận được thêm 260.000 €.

## Thống kê

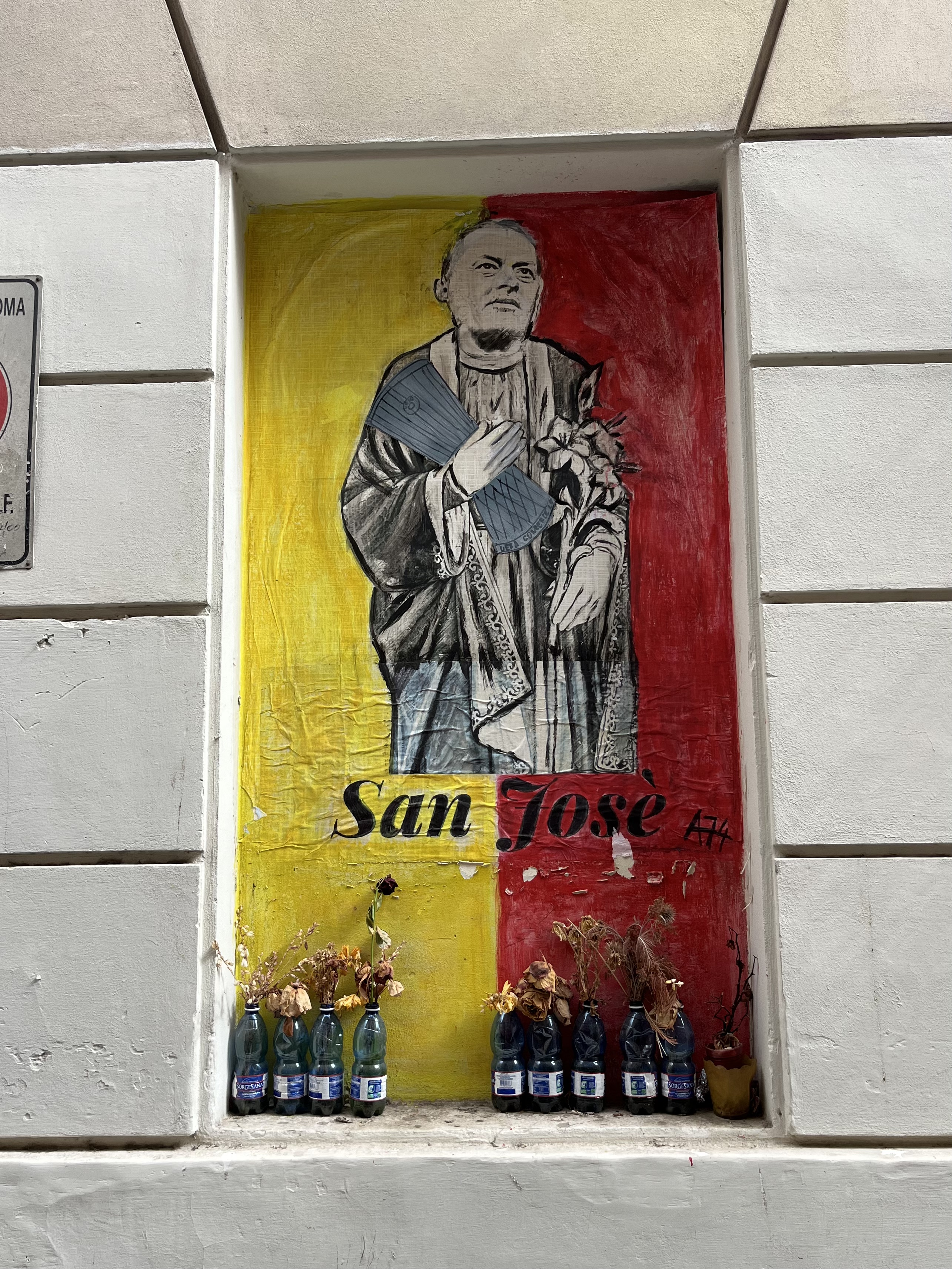
Một bức vẽ graffito để vinh danh Jose Mourinho trên đường phố Rome

### Thành tích theo câu lạc bộ
| Câu lạc bộ      | Vô địch | Về nhì | Năm vô địch | Năm về nhì |
| --------------- | ------- | ------ | ----------- | ---------- |
| Roma            | 1       | 0      | 2022        | —          |
| West Ham United | 1       | 0      | 2023        | —          |
| Olympiakos      | 1       | 0      | 2024        | —          |
| Chelsea         | 1       | 0      | 2025        |            |
| Fiorentina      | 0       | 2      | —           | 2023, 2024 |
| Feyenoord       | 0       | 1      | —           | 2022       |
| Real Betis      | 0       | 1      | —           | 2025       |

### Thành tích theo quốc gia
| Quốc gia    | Vô địch | Về nhì | Tổng cộng |
| ----------- | ------- | ------ | --------- |
| Anh         | 2       | 0      | 2         |
| Ý           | 1       | 2      | 3         |
| Hy Lạp      | 1       | 0      | 1         |
| Hà Lan      | 0       | 1      | 1         |
| Tây Ban Nha | 0       | 1      | 1         |

## Giải thưởng cá nhân
| Mùa                                                          | Cầu thủ                                                      | Câu lạc bộ                                                   |
| Cầu thủ xuất sắc nhất mùa giải UEFA Europa Conference League | Cầu thủ xuất sắc nhất mùa giải UEFA Europa Conference League | Cầu thủ xuất sắc nhất mùa giải UEFA Europa Conference League |
| ------------------------------------------------------------ | ------------------------------------------------------------ | ------------------------------------------------------------ |
| 2021–22                                                      | Lorenzo Pellegrini                                           | Roma                                                         |
| 2022–23                                                      | Declan Rice                                                  | West Ham United                                              |
| 2023–24                                                      | Ayoub El Kaabi                                               | Olympiakos                                                   |
| 2024–25                                                      | Isco                                                         | Real Betis                                                   |

| Mùa                                                              | Cầu thủ                                                          | Câu lạc bộ                                                       |
| Cầu thủ trẻ xuất sắc nhất mùa giải UEFA Europa Conference League | Cầu thủ trẻ xuất sắc nhất mùa giải UEFA Europa Conference League | Cầu thủ trẻ xuất sắc nhất mùa giải UEFA Europa Conference League |
| ---------------------------------------------------------------- | ---------------------------------------------------------------- | ---------------------------------------------------------------- |
| 2021–22                                                          | Luis Sinisterra                                                  | Feyenoord                                                        |
| 2022–23                                                          | Andy Diouf                                                       | FC Basel                                                         |
| 2023–24                                                          | Igor Thiago                                                      | Club Brugge                                                      |
| 2024–25                                                          | Tobias Gulliksen                                                 | Djurgarden                                                       |

## Nhà tài trợ
Các nhà tài trợ chính của giải đấu chu kỳ 2021–24 là:
- Heineken N.V.
  - Heineken - Heineken 0.0[8](ngoại trừ Bosnia và Herzegovina, Pháp, Kosovo, Na Uy và Thổ Nhĩ Kỳ )
- Just Eat Takeaway [9]
  - 10bis (chỉ ở Israel)
  - Bistro (chỉ ở Slovakia)
  - Just Eat (chỉ ở Đan Mạch, Pháp, Ireland, Ý, Tây Ban Nha, Thụy Sĩ và Vương quốc Anh)
  - Lieferando (chỉ ở Đức và Áo)
  - Pyszne (chỉ ở Ba Lan)
  - Takeaway (chỉ ở Bỉ, Bulgaria, Luxembourg và Romania)
  - Thuisbezorgd (chỉ ở Hà Lan)
- Hankook Tire[10]
  - Laufenn
- Engelbert Strauss[11]
- Enterprise Rent-A-Car
- Swissquote[12]
- Bwin[13]
  - Tổ chức Entain
- Socios.com[14]